# Tankovyj korpus

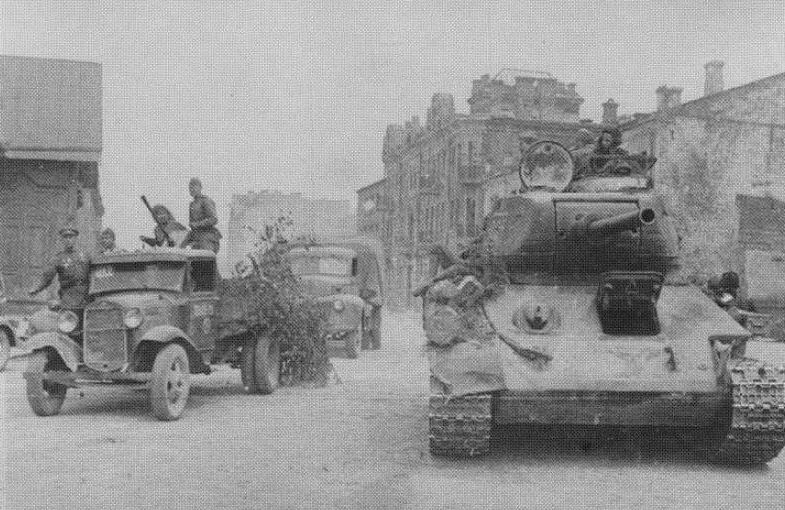
Unità motorizzate dell'Armata Rossa e un carro armato T-34/85 del 2º Corpo corazzato delle guardie (2-j gvardejskij tankovyj korpus) entrano a Minsk durante l'operazione Bagration.

Il Tankovyj korpus (in cirillico Танковый корпус), nelle fonti in lingua italiana Corpo corazzato, era un tipo di unità militare dell'Armata Rossa sovietica costituita durante la seconda guerra mondiale a partire dal 31 marzo 1942 secondo il programma di ricostituzione delle formazioni corazzate intrapreso dall'Unione Sovietica dopo le fortissime perdite subite nel 1941 nel corso della operazione Barbarossa.
Inizialmente costituite da un numero limitato di soldati ed equipaggiamenti, i tankovij korpus subirono forti perdite e non diedero buona prova nel 1942 ma progressivamente divennero più esperti e furono potenziati con l'aggiunta di nuove unità corazzate, di artiglieria semovente e reparti di appoggio e sostegno logistico, divenendo formazioni efficienti, molto mobili e in grado di effettuare avanzate in profondità. Equivalenti alla Panzer-Division tedesca e alla Armored Division anglo-americana, nel 1944-1945 erano potenti unità mobili dotate di un gran numero di mezzi corazzati pesanti in grado di affrontare con successo le formazioni meccanizzate avversarie. 
Nel corso della grande guerra patriottica, l'Armata Rossa costituì in totale 31 corpi carri, di cui 12 ricevettero il titolo di unità delle guardie per i risultati raggiunti in battaglia; raggruppati spesso nelle cosiddette "Armate corazzate", i tankovyj korpus divennero l'elemento fondamentale di tutte le grandi offensive sovietiche della seconda parte del conflitto sul Fronte orientale. 

## Storia

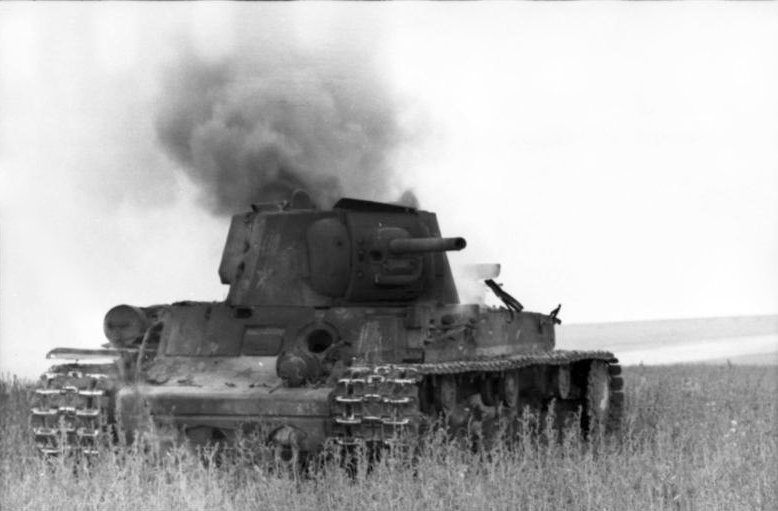
Un carro armato sovietico KV-1 in fiamme durante l'operazione Blu dell'estate 1942.

La disastrosa esperienza delle prime settimane dell'operazione Barbarossa aveva in pratica segnato il destino di gran parte delle formazioni meccanizzate organizzate in fretta dall'Armata Rossa nei mesi precedenti l'attacco tedesco; gli inefficaci e male organizzati "Corpi meccanizzati", costituiti in teoria da "Divisioni carri" e "Divisioni motorizzate" con un gran numero di carri armati eterogenei e inaffidabili, vennero rapidamente distrutti dalle micidiali Panzer-Division tedesche e persero gran parte del loro equipaggiamento. Le perdite di uomini e mezzi furono straordinariamente elevate e lo Stavka e la dirigenza politico-militare sovietica decisero lo scioglimento formale di queste formazioni che si erano dimostrate completamente inadatte a competere con l'avversario. Di conseguenza nell'inverno 1941-42 l'Armata Rossa combatté le disperate battaglie alle porte di Mosca con pochi mezzi corazzati raggruppati non in formazioni organiche, ma in cosiddetti "gruppi mobili" del tutto improvvisati sul momento sulla base di piccole "brigate carri" equipaggiate con poche decine di carri armati.
Nel febbraio 1942 si tenne a Mosca una conferenza con le massime autorità politico-militari in cui venne deciso un programma di sviluppo e riorganizzazione delle forze corazzate; venne programmata la ricostituzione di grandi unità meccanizzate entro la primavera-estate 1942 in grado di affrontare la prevedibile nuova offensiva della Wehrmacht. Fu in questa occasione che venne pianificata quindi la costituzione dei "Corpi carri" (tankovyj korpus) che sarebbero stati formati da due o tre "brigate carri" riunite insieme e da una brigata di fucilieri motorizzati; si prevedeva di impiegare queste nuove unità mobili soprattutto per missioni di attacco in profondità e di sfruttamento del successo dopo uno sfondamento. I nuovi corpi carri avrebbero dovuto in teoria essere forniti di elementi di supporto di fuoco e di sostegno logistico, ma in realtà all'inizio queste nuove formazioni, carenti di fanteria motorizzata e soprattutto di artiglieria semovente, non erano in grado di eguagliare le capacità delle Panzer-Division tedesche; in particolare mancavano di mezzi e uomini sufficienti per difendere il terreno conquistato o per effettuare autonomamente degli sfondamenti. Entro il 1942 il comando delle forze corazzate dell'Armata Rossa costituì 28 corpi carri; non tutti avevano la stessa struttura organica, ma in genere disponevano di un effettivo di 7.800 soldati e 168 carri armati.
Nel corso degli anni di guerra, l'alto comando sovietico modificò e rafforzò continuamente l'organico e la struttura dei tankovyj korpus che estesero progressivamente le loro capacità e la loro efficienza; si aggiunsero quindi reparti di mortai e di lanciarazzi, fu rinforzato il sostegno logistico e le strutture di manutenzione e comunicazione, soprattutto dal gennaio 1943 furono inseriti i famosi reggimenti di cannoni semoventi d'artiglieria con cannoni da 76 mm, 85 mm, 100 mm e 122 mm; la difesa anticarro venne ulteriormente potenziata con batterie di cannoni anticarro da 57 mm e da 76 mm. Le ultime aggiunte all'organico dei corpi carri furono le unità esploranti con compiti di avanguardia, un reggimento di artiglieria leggera e infine l'inserimento di reggimenti di carri pesanti JS II in grado di batteri qualunque mezzo corazzato avversario. Alla fine della guerra, i tankovyj korpus era divenuti reparti potenti e flessibili in grado di sconfiggere le divisioni corazzate tedesche; il loro organico era aumentato in teoria a 12.100 effettivi con 270 mezzi corazzati (207 carri armati e 63 semoventi), ma alcuni corpi scelti delle guardie erano ancora più potenti: il 9º Corpo corazzato delle guardie nella battaglia di Berlino disponeva di 289 mezzi corazzati.

## Tankovyj korpus dell'Armata Rossa
- 1º Corpo carri - formazione: marzo 1942
- 2º Corpo carri - formazione: marzo-aprile 1942, diventa l'8º Corpo corazzato delle guardie il 19 settembre 1943
- 3º Corpo carri - formazione: marzo-aprile 1942, diventa il 9º Corpo corazzato delle guardie il 20 novembre 1944
- 4º Corpo carri - formazione: marzo 1942, diventa il 5º Corpo corazzato delle guardie il 7 febbraio 1943
- 5º Corpo carri - formazione: aprile 1942
- 6º Corpo carri - formazione: aprile 1942, diventa il 11º Corpo corazzato delle guardie il 23 ottobre 1943
- 7º Corpo carri - formazione: aprile-maggio 1942, diventa il 3º Corpo corazzato delle guardie il 28 dicembre 1942
- 8º Corpo carri - formazione: maggio 1942, diventa il  3º Corpo meccanizzato  il 18 settembre 1942
- 9º Corpo carri - formazione: maggio 1942
- 10º Corpo carri - formazione: aprile-maggio 1942
- 11º Corpo carri - formazione: maggio 1942
- 12º Corpo carri - formazione: maggio 1942, diventa il 6º Corpo corazzato delle guardie il 26 luglio 1943
- 13º Corpo carri - formazione: aprile 1942, diventa il 13º Corpo meccanizzato il 1 novembre 1942
- 14º Corpo carri - formazione: maggio 1942, sciolto a novembre 1942
- 15º Corpo carri - formazione: maggio 1942, diventa il 7º Corpo corazzato delle guardie il 26 luglio 1943
- 16º Corpo carri - formazione: giugno 1942, diventa il 12º Corpo corazzato delle guardie il 20 novembre 1944
- 17º Corpo carri - formazione: giugno 1942, diventa il 4º Corpo corazzato delle guardie il 3 gennaio 1943
- 18º Corpo carri - formazione: giugno 1942
- 19º Corpo carri - formazione: dicembre 1942
- 20º Corpo carri - formazione: dicembre 1942
- 21º Corpo carri - formazione: aprile 1942, sciolto a giugno 1942
- 22º Corpo carri - formazione: aprile 1942, sciolto a settembre 1942
- 23º Corpo carri - formazione: aprile 1942
- 24º Corpo carri - formazione: aprile 1942, diventa il 2º Corpo corazzato delle guardie il 26 dicembre 1942
- 25º Corpo carri - formazione: giugno 1942
- 26º Corpo carri - formazione: luglio 1942, diventa il 1º Corpo corazzato delle guardie l'8 dicembre 1942
- 27º Corpo carri - formazione: giugno 1942, sciolto a settembre 1942
- 28º Corpo carri - formazione: luglio 1942, diventa il 4º Corpo meccanizzato il 18 settembre 1942
- 29º Corpo carri - formazione: febbraio 1943
- 30º Corpo carri - formazione: marzo 1943, diventa il 10º Corpo corazzato delle guardie il 26 ottobre 1943
- 31º Corpo carri - formazione: maggio 1943